# يوشيو شينوزوكا
يوشيو شينوزوكا (باليابانية: 篠塚良雄؛ بالكانا: しのづか よしお) هو عسكري ياباني، ولد في 1 نوفمبر 1923 في تشيبا في اليابان، وتوفي في 20 أبريل 2014.